# Nathan Zuntz
Nathan Zuntz (ur. 7 października 1847 w Bonn, zm. 22 marca 1920 w Berlinie) – niemiecki fizjolog. Studiował medycynę na Uniwersytecie w Bonn, gdzie był asystentem Eduarda Friedricha Wilhelma Pflügera. Od 1881 do 1918 profesor w berlińskiej Landwirtschaftliche Hochschule.

## Wybrane prace
- N. Zuntz, C. Lehmann, O. Hagemann, Der Stoffwechsel des Pferdes bei Ruhe und Arbeit, Landw. Jahrbuch 18 (1889), 1–156.
- N. Zuntz, W. Schumburg, Studien zu einer Physiologie des Marsches, Berlin, Hirschwald, 1901.
- H. von Schrötter und N. Zuntz, Ergebnisse zweier Ballonfahrten zu physiologischen Zwecken, Pflügers Archiv 92 (1902), 479–520.
- N. Zuntz, A. Loewy, F. Müller und W. Caspari, Höhenklima und Bergwanderungen in ihrer Wirkung auf den Menschen. Ergebnisse experimenteller Forschungen im Hochgebirge und Laboratorium. Berlin, Verlagshaus Bong, 1906.
- N. Zuntz, A. Loewy, Lehrbuch der Physiologie des Menschen, Leipzig, F.C.W. Vogel, 1909.
- N. Zuntz, Zur Physiologie und Hygiene der Luftfahrt, Berlin, Springer, 1912.